# نضال فرحات
نضال فتحي رباح فرحات (ولد في 8 نيسان1971م - 16 فبراير 2003) قائد عسكري في كتائب الشهيد عز الدين القسام، وينسب إليه اختراع صاروخ القسام برفقة الشهيد تيتو مسعود صاحبي فكرة صناعة الصواريخ، اغتاله جيش الاحتلال الإسرائيلي وهو يحاول تجهيز طائرة القسام بدون طيار (أبابيل1).

## نشاته وتعليمه
ولد نضال فتحي رباح فرحات في 8 ابريل لعام 1971م في أسرة متدينة، وأنهى تعليمه الثانوي في مدارس حي الشجاعية ومن ثم التحق بالدراسة الجامعية في الجامعة الإسلامية في غزة.
تزوج وله خمسة أبناء (ولد وأربعة بنات).

## نشاطة السياسي
انضم مبكرا إلى صفوف الحركة الإسلامية وشارك كذلك في نشاطاتها في الجامعة الإسلامية.

### عضوا في حماس ثم في كتائب القسام
شارك في الانتفاضة الفلسطينية التي اندلعت عام 1987م، بتشجيع من والدته، وانضم إلى حركة المقاومة الإسلامية حماس. وفي 5 فبراير 1993م انضم الشهيد نضال فرحات إلى صفوف كتائب الشهيد عز الدين القسام وساهم في تطويرها أسلحة محلية الصنع.

### في سجون الاحتلال والسلطة الفلسطينية
اعتقل لدى سلطات الاحتلال الإسرائيلي خمس مرات، وثلاث مرات لدى واعتقل لدى أجهزة السلطة الفلسطينية على خلفية نشاطات عسكرية.

### مع الشهيد القائد عماد عقل
عمل مساعدا للقائد القسامي عماد عقل ولوحق معه، وشارك لاحقا في عملية الانتقام لمقتله التي تمكن فيها بالاشتراك مع عوض سلمي من قتل ضابط المخابرات الإسرائيلي «مئير مينز».

### صناعة الصواريخ
يعد من رواد صناعة الصواريخ الفلسطينية وينسب إليه تطوير صاروخ القسام.
تقول والدته  مريم محيسن في مقابلة مع أحد محطات التلفزة:

## اغتياله
اغتالته الاستخبارات الصهيونية بالتعاون مع عملاؤها بزرع عبوة ناسفة في المكان الذي كان يعمل به الشهيد نضال مع أخوانه في وحدة التطوير والتصنيع بينما كانوا يجهزون طائرة صغيرة تعمل بالتوجه عن بعد وقضى مع خمسة من الشهداء. هذه الطائرة والتي سميت بـ أبابيل1 أنجز تطويرها لاحقاً وأعلنت عنها كتائب القسام عام 2014 في معركة العصف المأكول .

### بيان كتائب القسام عقب اغتيال نضال فرحات
بيان عسكري صادر عن كتائب الشهيد عز الدين القسام
....العدو الصهيوني يغتال ستة مجاهدين من كتائب القسام....
يا جماهير شعبنا الفلسطيني المجاهد ... يا أمتنا العربية والإسلامية
تزف كتائب الشهيد عز الدين القسام كوكبة شهدائها الأبرار الذين قضوا نحبهم غدراً في عملية اغتيال مدبرة بينما كانوا يجهزون طائرة صغيرة تعمل بالتوجه عن بعد وصلت إليهم عبر عملية معقدة ظهر اليوم الأحد 15 ذو الحجة 1423هـ الموافق 16-2-2003م .
وكوكبة الشهداء هم :
الشهيد المجاهد / نضال فتحي فرحات
الشهيد المجاهد / أكرم فهمي نصار
الشهيد المجاهد / محمد إسماعيل سلمي
الشهيد المجاهد / إياد فرج شلدان
الشهيد المجاهد / مفيد عوض البل
الشهيد المجاهد / أيمن إبراهيم مهنا
نحسبهم كذلك ولا نزكي على الله أحداً ،وقد أصيب في هذه العملية مجاهدأخر نسأل الله تعالى له الشفاء.
إن كتائب الشهيد عز الدين القسام إذ تنعى شهدائها الأبرار فإنها تعاهد الله تعالى أن تظل قابضة على جمر الجهاد حتى تحرير كامل أرضنا الفلسطينية المغتصبة ولن يطول ردنا بإذن الله تعالى .
وإنه لجهاد نصر أو استشهاد